# Raffaele Mertes
Raffaele Mertes (ur. 1959 w Rzymie) – włoski reżyser i operator filmowy.
Jako operator filmowy współpracował z Dario Argento i Michele Soavim. Reżyserował m.in. popularną we Włoszech serię telewizyjną Carabinieri.

## Filmografia

### Reżyseria

#### Filmy
- 1999: Estera (Ester)
- 2000: Józef z Nazaretu (Giuseppe di Nazareth)
- 2000: Maria Magdalena (Gli amici di Gesù - Maria Maddalena)
- 2001: Judasz z Kariotu (Gli amici di Gesù - Giuda)
- 2001: Przyjaciele Jezusa: Tomasz (Gli amici di Gesù - Tommaso)
- 2002: Biblia. Apokalipsa świętego Jana (San Giovanni: L'Apocalisse)
- 2005: Carabinieri: Sotto copertura
- 2006: Święta Rodzina (La sacra famiglia)
- 2006: Un dottore quasi perfetto
- 2006: Din Don - La magia del cinema

#### Seriale
- 2000: Questa casa non è un albergo
- 2006: Questa è la mia terra
- 2007: Questa è la mia terra vent'anni dopo
- 2002-2008: Carabinieri
- 2010-2011: Al di là del lago
- 2011: Karaibski grom (Angeli & diamanti)
- 2011: Un amore e una vendetta
- 2012-2013: Trzy róże Ewy (Le tre rose di Eva)
- 2015: Całkowite ujawnienie (Solo per amore)

### Zdjęcia
- 1991: La setta
- 1993: Uraz (Trauma)
- 1993: Abraham (Abramo)
- 1993: Libera
- 1993: La corsa dell'innocente
- 1995: Józef (Giuseppe)
- 1995: Mojżesz (Mosè)
- 1996: Samson i Dalila (Sansone e Dalila)
- 1997: Salomon (Salomone)
- 1998: Jeremiasz (Geremia)
- 1998: La seconda moglie
- 1998: Dar życia (Il dono di Nicholas)